# Phương Tân Hưng
Phương Tân Hưng (Chữ Hán: 方滨兴; 1960-) hay Fang Binxing, sinh tháng 7 năm 1960 tại Cáp Nhĩ Tân, Trung Quốc là Hiệu trưởng của Học viện Bưu chính và Viễn thông Bắc Kinh, một đảng viên Đảng Cộng sản Trung Quốc. Ông cũng được biết đến với những đóng góp đáng kể của mình cho cơ sở hạ tầng kiểm duyệt Internet của Trung Quốc, và đã được mệnh danh là "Cha đẻ của Phòng hỏa trường thành" mà Đảng Cộng sản Trung Quốc (ĐCSTQ) cho dựng lên nhằm ngăn chặn tất cả những trang mạng nước ngoài mà chính quyền không muốn dân chúng truy cập (Facebook, Twitter…).

## Tiểu sử
Phương Tân Hưng theo học đại học tại Học viện Công nghệ Cáp Nhĩ Tân, nơi ông lấy được bằng tiến sĩ về khoa học máy tính và trở thành một giảng viên. Ông bắt đầu làm việc tại Trung tâm / Tổ điều phối kỹ thuật đáp ứng khẩn cấp mạng máy tính quốc gia của Trung Quốc trong năm 1999 như là phó kỹ sư trưởng. Từ năm 2000, ông là kỹ sư trưởng và giám đốc. Từ vị trí này mà ông giám sát sự phát triển của công nghệ chọn lọc và ngăn chặn mà được gọi là Phòng hỏa trường thành, mà phương Tây gọi là Great Firewall, tên chính thức là Kim Thuẫn công trình (Golden Shield).
Phương Tân Hưng đã bào chữa cho Phòng hỏa trường thành trên các phương tiện truyền thông, cho rằng đó là một "phản ứng tự nhiên đối với cái gì mới hình thành và chưa được biết tới"  và việc kiểm duyệt mạng là một "hiện tượng phổ biến trên toàn thế giới". Xuất hiện trên truyền hình Trung ương Trung Quốc vào tháng 3 năm 2010, Phương Tân Hưng đã cáo buộc Google tiến hành kiểm duyệt chẳng hạn đối với trang mạng của Chilling Effects.

### Vụ ném trứng và giày 2011
Vào ngày 19 tháng 5 năm 2011, Phương Tân Hưng bị ném trứng và giày (một chiếc giày trúng vào ngực) bởi một nữ sinh viên trường Đại học Khoa học và Kỹ thuật Hoa Trung, tự gọi mình là "hanjunyi" (Chữ Hán: 寒君依, Hán Việt: Hàn Quân Y; hoặc Chữ Hán: 小湖北, Hán Việt: Tiểu Hồ Bắc) trong khi Phương Tân Hưng đang giảng bài tại Đại học Vũ Hán. Theo RFI, nữ sinh viên này đã thảo luận về kế hoạch tấn công giày trên Twitter, và với sự giúp đỡ của các blogger khác, đã có thể xác định vị trí chính xác nơi và lúc Phương Tân Hưng giảng bài. Sau khi ném giày, "Hanjunyi" đã có thể tự do đi ra ngoài, trong khi các sinh viên khác đang cố gắng cản trở các giáo sư muốn bắt cô ta. "Hanjunyi" từ đó đã trở thành một anh hùng Internet trong cộng đồng blogger Trung Quốc, được các blogger biếu cho cô rất nhiều quà, chẳng hạn như tiền mặt, vé máy bay, các bữa ăn tối tự chọn tại khách sạn năm sao ở Hồng Kông, các chuyến đi tới các tiệm đấm bóp tình dục khác nhau, các tour du lịch, một mạng ảo riêng, iPad, vé tới Hong Kong Disneyland, tour có hộ tống đi du lịch Singapore, phòng khách sạn miễn phí, làm tình miễn phí với các blogger hâm mộ, mua giày và quần áo thiết kế miễn phí. Một blogger vô danh thậm chí hứa với cô một việc làm trong công ty của ông nếu "Hanjunyi" gặp rắc rối với chính quyền.
Trong một cuộc phỏng vấn với CNN, "Hanjunyi" cho biết: "Tôi không hài lòng với những gì ông (Phương Tân Hưng) làm. Việc làm của ông làm tôi tốn tiền một cách không cần thiết, để có được quyền truy cập vào các trang mạng miễn phí... Ông đã làm cho tôi phải lướt trực tuyến rất bất tiện." 

### Bị đuổi khỏi Sina Weibo
Đầu năm con rắn (Quý Tỵ) 2013, khi Phương Tân Hưng chúc mừng tết mọi người trên trang mạng xã hội Sina Weibo, hàng chục ngàn người trả lời, bảo ông ra khỏi nơi này. He Bing, phó giám đốc phân khoa luật tại Đại học Khoa học Chính trị và Luật Trung Quốc viết cho gần 395.000 người theo dõi ông (follower) tại Sina Weibo: "Khi nào mà còn những người như vậy làm giám đốc các trường đại học, thì không còn hy vọng gì cho Trung Quốc." Sau vụ này ông Hưng đã không viết gì nữa trên Weibo.

### Sự cố VPN 2016
Vào tháng 4 năm 2016, Phương Tân Hưng đã buộc phải sử dụng một VPN để vượt qua sáng tạo của riêng mình trong một bài giảng về an toàn Internet. Phương Tân Hưng đang phát biểu tại trường đại học cũ của mình, Học viện Công nghệ Cáp Nhĩ Tân ở Hắc Long Giang, Trung Quốc, khi ông cố gắng truy cập vào các trang mạng được đặt tại Hàn Quốc như là một cách để minh họa về chủ quyền internet. Các hình ảnh được chiếu từ máy tính xách tay của ông chỉ hiện ra "Trang không tìm thấy." - Một sự xuất hiện phổ biến đối với người sử dụng Internet Trung Quốc sống đằng sau bộ máy kiểm duyệt được xây dựng bởi Phương Tân Hưng và điều hành bởi chính phủ Trung Quốc 
Trước sự ngạc nhiên của khán giả, Phương Tân Hưng sau đó đã cố gắng để vượt qua bức tường lửa bằng cách sử dụng một mạng riêng ảo (VPN) được cài đặt trên máy tính của mình - cùng một công cụ được bí mật cài đặt bởi hàng triệu người Trung Quốc để vượt qua những kiểm duyệt, việc sử dụng không được tán thành bởi các quan chức chính quyền. Phương Tân Hưng sau đó đã có những trải nghiệm bực bội như những công dân khác, phải đối phó với một kết nối chậm và không ổn định với thế giới bên ngoài, với các liên kết mất hơn hai lần khi ông đã cố gắng để truy cập vào Facebook và Google. Tiết mục giao lưu trả lời câu hỏi vào cuối buổi diễn giảng sau đó đã bị hủy bỏ.

### Tham dự diễn đàn an toàn Internet 2016 tại Nga
Phương Tân Hưng đã được mời tới Nga vào ngày 27 tháng 4 để tham dự diễn đàn an toàn Internet được tổ chức bởi Konstantin Malofeev, một triệu phú Nga, có những liên hệ mật thiết với điệm Kremlin và nhà thờ Chính thống giáo Đông phương Nga, với mục đích kiểm duyệt Internet và giới hạn ảnh hưởng của các phương tiện truyền thông trực tuyến của Hoa Kỳ. Malofeev quyên tiền từ các nhà cung cấp dịch vụ Internet chính ở Nga để thành lập một liên minh An toàn Internet, mà tìm ra các trang mạng có nội dung không được chấp nhận để các cơ quan kiểm duyệt chính phủ ngăn chận. Nhóm này định bắt chước thử theo lối kiểm duyệt của Trung Quốc, dùng “white list” để ngăn chặn tất cả các trang mạng mà không được chấp nhận trước.